# Tliltocatl kahlenbergi
Tliltocatl kahlenbergi là một loài nhện trong họ Theraphosidae.